# قشلاق چرخلو
قشلاق چرخلو، روستایی از توابع بخش رامند شهرستان بوئین‌زهرا در استان قزوین ایران است.

## جمعیت
این روستا در دهستان ابراهیم‌آباد قرار دارد و براساس سرشماری مرکز آمار ایران در سال ۱۳۸۵، جمعیت آن ۱٬۱۸۰ نفر (۲۷۱خانوار) بوده است. در حال حاضر جمعیت ساکن در روستای قشلاق چرخلو بیش از ۲٬۰۰۰ نفر است که باید به آنها جمعیت چند هزار نفری ساکن در تهران، کرج، شهریار و شهر قدس را افزود. اهالی روستا از طایفه چرخلوی ایل شاهسون اینانلو هستند و به زبان ترکی آذربایجانی صحبت می‌کنند. مذهب مردم روستا شیعه است. قشلاق چرخلو به عنوان بزرگ‌ترین روستای شاهسون نشین ایران شناخته می‌شود. امیررضا جعفری بازیگر سینما و تلویزیون ایران اهل این روستا می‌باشد. از مهم‌ترین آثار امیررضا جعفری می‌توان به بازیگری در سریال کیمیا اشاره کرد.